# Wielki Finał Polskich Kwalifikacji do Konkursu Piosenki Eurowizji 2025
Wielki Finał Polskich Kwalifikacji do Konkursu Piosenki Eurowizji 2025 – polskie eliminacje mające na celu wyłonienie reprezentanta Polski w 69. Konkursie Piosenki Eurowizji w Bazylei.

## Geneza organizacji konkursu
8 listopada 2024 portal Wirtualnemedia.pl poinformował, że Telewizja Polska weźmie udział w 69. Konkursie Piosenki Eurowizji w Bazylei. Tego samego dnia telewizja publiczna potwierdziła, że reprezentant Polski w konkursie zostanie wybrany przez telewidzów podczas koncertu finałowego.

## Przebieg konkursu

### Termin i miejsce konkursu
Finał krajowych eliminacji odbył się 14 lutego 2025 w siedzibie TVP przy ul. Woronicza 17 w Warszawie. Koncert rozpoczął się o godz. 20:45. Reżyserką koncertu została Małgorzata Kosturkiewicz.
Koncert był transmitowany w TVP2. Po raz pierwszy w historii finał polskich eliminacji do konkursu był emitowany także w kinie – seans „Randka w Kinie. Eurowizja 2025” odbył się w „Kinotece” w Pałacu Kultury i Nauki w Warszawie.

### Zgłaszanie utworów
8 listopada 2024 TVP uruchomiła proces nadsyłania zgłoszeń i potwierdziła, że reprezentant Polski zostanie wyłoniony przez telewidzów w koncercie finałowym, który zostanie zorganizowany 14 lutego 2025. Nadesłane propozycje musiały spełniać warunki regulaminu Konkursu Piosenki Eurowizji, tj. nie mogły trwać dłużej niż trzy minuty i nie mogły zostać opublikowane przed 1 września 2024. 4 grudnia 2024, czyli w dniu planowanego zakończenia etapu zgłoszeniowego, TVP wydłużyła termin przesyłania zgłoszeń do 8 grudnia 2024.  W przeciwieństwie do poprzednich lat, kandydaci nie mogli informować publicznie o nadesłaniu zgłoszenia do konkursu pod groźbą dyskwalifikacji z selekcji.
Spośród 225 nadesłanych zgłoszeń komisja jurorska – w składzie: Piotr Klatt (przewodniczący jury; zastępca dyrektora Agencji Kreacji Rozrywki i Oprawy TVP, a także kompozytor, muzyk, autor tekstów oraz dziennikarz muzyczny i telewizyjny), Tycjana Acquasanta, Maciej Kancerek, Paulina Sawicka i Marcin Wojciechowski (dziennikarze muzyczni), Anna Ceynowa (przewodnicząca Rady Polskiego Rynku Muzycznego i dyrektorka ds. komunikacji ZPAV), Grzegorz Frątczak (redaktor naczelny Polskiego Radia 24), Paweł Karpiński (dyrektor muzyczny Radia Eska), Karol Paciorek (twórca internetowy) i Konrad Szczęsny (prezes OGAE Polska) oraz Anna Karna, Małgorzata Kosturkiewicz, Kamil Kozbuch, Barbara Popiołek i Tomasz Sołowiński (przedstawiciele TVP) – wyłoniła 25 wykonawców, którzy zostali dopuszczeni do przesłuchań na żywo rozegranych 19 grudnia 2024. Z udziału w drugim etapie została zwolniona trójka kandydatów najlepiej ocenionych przez jurorów (Sara James, Marien i Kuba Szmajkowski) oraz dwoje artystów z ugruntowaną karierą muzyczną (Justyna Steczkowska i Janusz Radek). Jurorzy po drugiej rundzie wybrali 10 finalistów i dwóch uczestników, którzy trafili na listę rezerwową. 
14 stycznia 2025 podczas konferencji prasowej zorganizowanej w siedzibie TVP została opublikowana lista 10 uczestników koncertu finałowego. Gościem specjalnym wydarzenia był Michał Wiśniewski, reprezentant Polski w 48. i 51. Konkursie Piosenki Eurowizji. Finalistami krajowych eliminacji zostali:
- Chrust – „Tempo”
- Daria Marx – „Let It Burn”
- Dominik Dudek – „Hold the Light”
- Janusz Radek – „In Cosmic Mist”
- Marien – „Can’t Hide”
- Sonia Maselik – „Rumours”
- Justyna Steczkowska – „Gaja”
- Swada i Niczos – „Lusterka”
- Kuba Szmajkowski – „Pray”
- Tynsky – „Miracle”

3 lutego 2025 dzięki tzw. karcie uczestnictwa do stawki finałowej został zakwalifikowany Teo Tomczuk z utworem „Immortal”. Piosenkarz początkowo nie został dopuszczony do stawki z powodu nieposiadania polskiego obywatelstwa, które uzyskał dopiero 16 stycznia 2025.
Do eliminacji zgłosiła się również m.in. Sara James z utworem „Tiny Heart”, lecz pomimo zakwalifikowania się do stawki finałowej wycofała się z udziału w konkursie z powodu nieotrzymania zgody na zmianę piosenki. O zgłoszeniu się do eliminacji poinformowali także m.in. Magdalena Tul (z piosenką „Love Myself Again”), Bracia Figo Fagot („Cimcirymci Time”), Madox („Roman Empire”), Norbert Wronka („The One”), Sola Avis („Hope”), Miłosz Muzioł („I Need You”), Ada Dębska („Lonely”), Sasi i Mikolaj Blascello („Królowa”), Isabell Otrębus („Midnight Games”), Krystian Koronka („Keep Standing”), Velvet Melon („Sweet Melody”), Stanisław Kukulski („Upside Down”), Paweł „Izdeb” Izdebski („Twin Flames”), Krzysztof Kreft („Breaking Free”), Iwona Węgrowska i Paweł Markiewicz („Demony przeszłości” i „Na do widzenia”), Marcin Januszkiewicz, Marcin Maciejczak, Mariusz Wawrzyńczyk, Ramona Rey, Marie, Alan Cyprysiak, Dama i Agnieszka Śpiewa.

### Prowadzący, goście specjalni i pocztówki

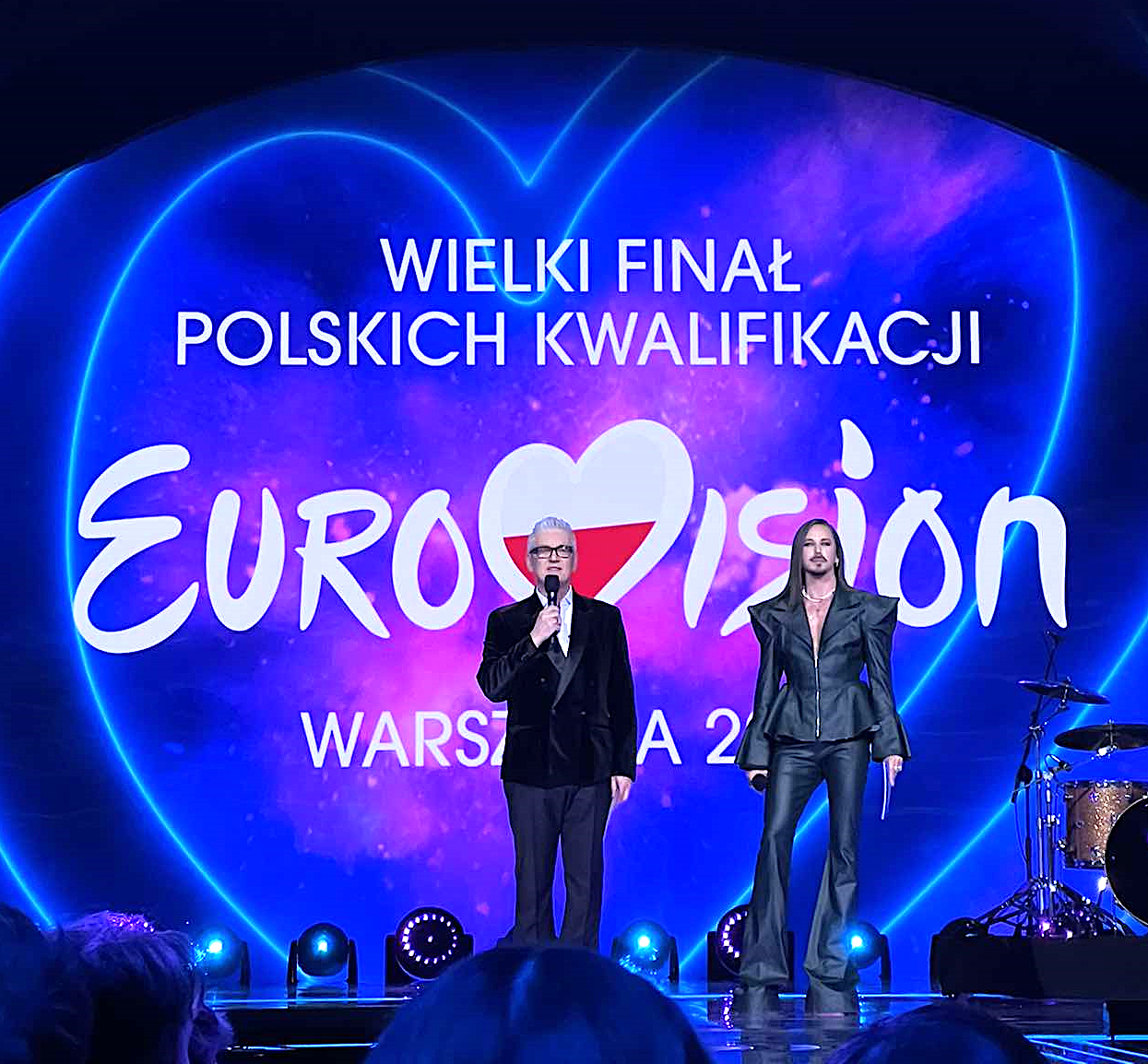
Artur Orzech i Michał Szpak, prowadzący program

Finał krajowych eliminacji poprowadzili Artur Orzech (wieloletni komentator Konkursu Piosenki Eurowizji dla TVP) i Michał Szpak (reprezentant Polski w konkursie w 2016). Rozmowy z finalistami przeprowadzili Grzegorz Dobek (reporter programu Pytanie na śniadanie) i Aleksandra Budka (dziennikarka muzyczna i redaktorka Radia 357).
Gościem muzycznym programu był Baby Lasagna, zdobywca drugiego miejsca w finale 68. Konkursu Piosenki Eurowizji w 2024, który zaśpiewał „Rim Tim Tagi Dim” na otwarcie koncertu oraz m.in. piosenki „Don’t Hate Yourself But Don’t Love Yourself Too Much” i „Biggie Boom Boom” w przerwie na głosowanie widzów. Przed ogłoszeniem wyników wystąpił także Michał Szpak, który zaśpiewał utwory „Bondage” i „Color of Your Life”.
Przed występem każdego z finalistów została wyemitowana krótka wizytówka filmowa, w której uczestnik opowiedział o swojej konkursowej piosence. Nagrania wyreżyserował Kamil Staszczyszyn.

## Wyniki
Zwycięzca eliminacji został wybrany poprzez głosowanie telewidzów, którzy mogli oddać głosy za pomocą wiadomości SMS wysyłanych pod numer 7430. Widzowie mogli oddawać maksymalnie 20 głosów z jednego numeru. Koszt SMS-a wyniósł 4,92 zł z VAT. TVP w trakcie koncertu przyjęła 80 284 SMS-ów.
| Lp. | Wykonawca           | Piosenka         | Język             | Miejsce | Wynik  | Liczba SMS |
| --- | ------------------- | ---------------- | ----------------- | ------- | ------ | ---------- |
| 1   | Chrust              | „Tempo”          | polski            | 4       | 5,92%  | 4755       |
| 2   | Kuba Szmajkowski    | „Pray”           | angielski         | 5       | 3,98%  | 3199       |
| 3   | Justyna Steczkowska | „Gaja”           | polski, angielski | 1       | 39,32% | 31 574     |
| 4   | Tynsky              | „Miracle”        | angielski         | 9       | 1,46%  | 1173       |
| 5   | Daria Marx          | „Let It Burn”    | angielski         | 11      | 0,80%  | 647        |
| 6   | Swada i Niczos      | „Lusterka”       | gwara podlaska    | 2       | 23,69% | 19 022     |
| 7   | Janusz Radek        | „In Cosmic Mist” | angielski         | 7       | 3,84%  | 3087       |
| 8   | Marien              | „Can’t Hide”     | angielski         | 10      | 1,39%  | 1121       |
| 9   | Teo Tomczuk         | „Immortal”       | angielski         | 6       | 3,91%  | 3144       |
| 10  | Sonia Maselik       | „Rumours”        | angielski         | 8       | 1,70%  | 1368       |
| 11  | Dominik Dudek       | „Hold the Light” | angielski         | 3       | 13,94% | 11 194     |

## Faworyt OGAE Polska

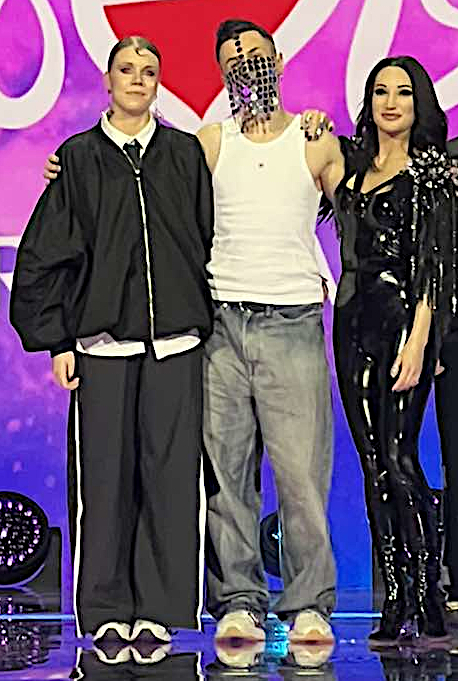
Swada i Niczos oraz Justyna Steczkowska

Członkowie Stowarzyszenia Miłośników Konkursu Piosenki Eurowizji OGAE Polska 11 lutego 2025 wytypowali swoich faworytów. Poniżej zaprezentowane zostały wyniki plebiscytu organizowanego przez stowarzyszenie.
| Lp. | Wykonawca           | Piosenka         | Punkty |
| --- | ------------------- | ---------------- | ------ |
| 1   | Justyna Steczkowska | „Gaja”           | 1907   |
| 2   | Swada i Niczos      | „Lusterka”       | 1682   |
| 3   | Chrust              | „Tempo”          | 1157   |
| 4   | Dominik Dudek       | „Hold the Light” | 1147   |
| 5   | Sonia Maselik       | „Rumours”        | 1108   |
| 6   | Kuba Szmajkowski    | „Pray”           | 995    |
| 7   | Janusz Radek        | „In Cosmic Mist” | 788    |
| 8   | Daria Marx          | „Let It Burn”    | 757    |
| 9   | Teo Tomczuk         | „Immortal”       | 754    |
| 10  | Tynsky              | „Miracle”        | 516    |
| 11  | Marien              | „Can’t Hide”     | 325    |

## Oglądalność
Oglądalność eliminacji na kanale TVP2 wyniosła 1,3 mln widzów, co przełożyło się na udziały w rynku na poziomie 12,2%.